# Lipnik
Lipnik è un comune rurale polacco del distretto di Opatów, nel voivodato della Santacroce.
Ricopre una superficie di 81,7 km² e nel 2004 contava 5 855 abitanti.